# Грошев, Максим Евгеньевич
Максим Евгеньевич Грошев (14 декабря 2001, Агрыз) — российский хоккеист, нападающий.
Начинал заниматься хоккеем в Агрызе, затем стал играть за «Ижсталь» Ижевск. С 2015 года — в магнитогорском «Металлурге». С сезона 2018/19 игрок клуба МХЛ «Реактор». 2 сентября 2019 года в гостевом матче против «Динамо» Минск (4:2) дебютировал в КХЛ, став в возрасте 17 лет и 262 дней самым молодым игроком в истории «Нефтехимика». Самый юный автор шайбы в истории КХЛ — 18 ноября 2019 на его счёт был засчитан гол в ворота «Динамо» Москва (4:6), хотя сам Грошев утверждает, что шайба после его касания попала в другого игрока. 1 мая заключил трёхлетний контракт новичка с клубом НХЛ «Тампа-Бэй Лайтнинг», который выбрал Грошева на драфте 2020 года в 3-м раунде под общим 85-м номером.
Серебряный призёр молодёжного чемпионата мира 2020.

## Статистика
| Легенда | Легенда                    | Легенда | Легенда                   | Легенда | Легенда    |
| ------- | -------------------------- | ------- | ------------------------- | ------- | ---------- |
| И       | Количество проведённых игр | Штр     | Штрафное время            | +/−     | Плюс-минус |
| Г       | Голы                       | П       | Голевые передачи          | О       | Очки       |
| -       | Статистика неизвестна      | —       | Статистика не учитывалась |         |            |